# Grand Prix Formule 1 van Canada 1988
De Grand Prix Formule 1 van Canada 1988 werd gehouden op 12 juni 1988 in Montreal.

## Verslag

### Kwalificatie
Ayrton Senna behaalde zijn vijfde opeenvolgende pole-position voor Alain Prost.

### Race
Prost leidde vanaf de start, voor Senna, de beide Ferraris en de Benettons. Na tien ronden begon Gerhard Berger problemen te krijgen met het benzinesysteem van zijn Ferrari, een defect waar hij later mee moest opgeven. In de negentiende ronde ging Senna tijdens het dubbelen opnieuw voorbij Prost. Terwijl Berger in de 23ste ronde moest opgeven, ging Nigel Mansell voorbij Nelson Piquet. Mansell moest zes ronden later alweer opgeven met motorproblemen. Hetzelfde gebeurde vijf ronden later met zijn teammaat Riccardo Patrese.
In de 34ste ronde moest Michele Alboreto opgeven, zijn Ferrari had een vergelijkbaar probleem als die van Berger. Hierdoor kon Thierry Boutsen de derde plaats overnemen. Kleinere teams kregen hier de kans om wat punten te pakken. Philippe Streiff reed met zijn AGS lang op de vijfde plaats, voor Andrea de Cesaris in de Rial. Zij vielen echter beiden nog uit: Streiff na een spin, de Cesaris viel zonder benzine. Ivan Capelli zette een verrassend resultaat neer: hij behaalde een vijfde plaats in zijn March. Jonathan Palmer pakte in de Tyrrell het laatste puntje.

## Uitslag
| Positie | Nummer | Rijder             | Team            | Ronden | Tijd/Opgave         | Startplaats | Punten |
| ------- | ------ | ------------------ | --------------- | ------ | ------------------- | ----------- | ------ |
| 1       | 12     | Ayrton Senna       | McLaren-Honda   | 69     | 1:39:46.618         | 1           | 9      |
| 2       | 11     | Alain Prost        | McLaren-Honda   | 69     | + 5.934             | 2           | 6      |
| 3       | 20     | Thierry Boutsen    | Benetton-Ford   | 69     | + 51.409            | 7           | 4      |
| 4       | 1      | Nelson Piquet      | Lotus-Honda     | 68     | + 1 Ronde           | 6           | 3      |
| 5       | 16     | Ivan Capelli       | March-Judd      | 68     | + 1 Ronde           | 14          | 2      |
| 6       | 3      | Jonathan Palmer    | Tyrrell-Ford    | 67     | + 2 Rondes          | 19          | 1      |
| 7       | 17     | Derek Warwick      | Arrows-Megatron | 67     | + 2 Rondes          | 16          |        |
| 8       | 31     | Gabriele Tarquini  | Coloni-Ford     | 67     | + 2 Rondes          | 26          |        |
| 9       | 22     | Andrea de Cesaris  | Rial-Ford       | 66     | Zonder benzine      | 12          |        |
| 10      | 30     | Philippe Alliot    | Larrousse-Ford  | 66     | Elektrisch probleem | 17          |        |
| 11      | 2      | Satoru Nakajima    | Lotus-Honda     | 66     | + 3 Rondes          | 13          |        |
| 12      | 33     | Stefano Modena     | EuroBrun-Ford   | 66     | + 3 Rondes          | 15          |        |
| 13      | 24     | Luis Perez-Sala    | Minardi-Ford    | 64     | + 5 Rondes          | 21          |        |
| 14      | 9      | Piercarlo Ghinzani | Zakspeed        | 63     | Motor               | 22          |        |
| NF      | 15     | Mauricio Gugelmin  | March-Judd      | 54     | Versnellingsbak     | 18          |        |
| NF      | 14     | Philippe Streiff   | AGS-Ford        | 41     | Ophanging           | 10          |        |
| NF      | 25     | René Arnoux        | Ligier-Judd     | 36     | Transmissie         | 20          |        |
| NF      | 27     | Michele Alboreto   | Ferrari         | 33     | Motor               | 4           |        |
| NF      | 6      | Riccardo Patrese   | Williams-Judd   | 32     | Motor               | 11          |        |
| NF      | 18     | Eddie Cheever      | Arrows-Megatron | 31     | Gaspedaal           | 8           |        |
| NF      | 5      | Nigel Mansell      | Williams-Judd   | 28     | Motor               | 9           |        |
| NF      | 26     | Stefan Johansson   | Ligier-Judd     | 24     | Motor               | 25          |        |
| NF      | 28     | Gerhard Berger     | Ferrari         | 22     | Elektrisch probleem | 3           |        |
| NF      | 19     | Alessandro Nannini | Benetton-Ford   | 15     | Ignition            | 5           |        |
| NF      | 32     | Oscar Larrauri     | EuroBrun-Ford   | 8      | Chassis             | 24          |        |
| NF      | 4      | Julian Bailey      | Tyrrell-Ford    | 0      | Botsing             | 23          |        |
| NQ      | 23     | Adrián Campos      | Minardi-Ford    |        |                     |             |        |
| NQ      | 21     | Nicola Larini      | Osella          |        |                     |             |        |
| NQ      | 29     | Yannick Dalmas     | Larrousse-Ford  |        |                     |             |        |
| NQ      | 10     | Bernd Schneider    | Zakspeed        |        |                     |             |        |
| PQ      | 36     | Alex Caffi         | Dallara-Ford    |        |                     |             |        |

## Statistieken
| Pole-position | Ayrton Senna | McLaren-Honda | 1:21.681 |
| Snelste ronde | Ayrton Senna | McLaren-Honda | 1:24.973 |

## Noot
- Riccardo Patrese vestigde een opmerkelijk record: hij was de eerste coureur die minstens honderd keer een race startte maar door pech niet finishte.

1967 · 1968 · 1969 · 1970 · 1971 · 1972 · 1973 · 1974 · 1976 · 1977 · 1978 · 1979 · 1980 · 1981 · 1982 · 1983 · 1984 · 1985 · 1986 · 1988 · 1989 · 1990 · 1991 · 1992 · 1993 · 1994 · 1995 · 1996 · 1997 · 1998 · 1999 · 2000 · 2001 · 2002 · 2003 · 2004 · 2005 · 2006 · 2007 · 2008 · 2010 · 2011 · 2012 · 2013 · 2014 · 2015 · 2016 · 2017 · 2018 · 2019 · 2022 · 2023 · 2024 · 2025 · 2026 · 2027 · 2028 · 2029